# Venturia oditesi
Venturia oditesi är en stekelart som först beskrevs av Jinhaku Sonan 1939.  Venturia oditesi ingår i släktet Venturia och familjen brokparasitsteklar. Inga underarter finns listade i Catalogue of Life.